# Partido Popular Democrático
De Partido Popular Democrático (Nederlands: Democratische Volkspartij) is een Puerto Ricaanse politieke partij die voorstander is van het huidige statuut van Puerto Rico als gemenebest en unincorporated territory van de Verenigde Staten. De PPD is de belangrijkste oppositiepartij in het Puerto Ricaanse parlement.
De PPD werd in 1938 gesticht als een linkse partij, maar de huidige partijtop identificeert zich meer als centristisch. De partij werd oorspronkelijk geleid door Luis Muñoz Marín, de eerste verkozen gouverneur van Puerto Rico, die daarom wordt beschouwd als de vader van het moderne Puerto Rico. De PPD is een van de twee belangrijke partijen in Puerto Rico, de andere is de Partido Nuevo Progresista die voorstander is van het toetreden van Puerto Rico als 51e staat van de Verenigde Staten. Daarnaast is er ook de kleinere Partido Independentista Puertorriqueño, die streeft naar onafhankelijkheid. Leden van de PPD worden vaak populares genoemd en zijn meestal lid van de Democratische Partij.
De PPD leverde zes keer de gouverneur van Puerto Rico. De voorlopig laatste partijvertegenwoordiger in die functie was Alejandro García Padilla (2013–2017).